# West Ham
West Ham is een wijk in het Londense bestuurlijke gebied London Borough of Newham, in het oosten van de regio Groot-Londen. De wijk is bekend vanwege de voetbalclub West Ham United FC.

## Geboren
- Paul Parker (1964), voetballer
- Rob Lee (1966), voetballer